# Pacta sunt servanda
pacta sunt servanda（パクタ・スント・セルウァンダ）は、「合意は拘束する」「合意は守られなければならない」などと日本語訳されるラテン語起源の成句である。主に国際法および契約法で用いられる。
国際法上、この「『合意は拘束する』の原則」に対する唯一の制限は、強行規範（en:jus cogens）であるとされる。
また、契約法においては、契約の法的拘束力を指すものとして用いられる。例外として、各種の無効事由や取消し事由がある。

## 条約などでの用法
「条約法に関するウィーン条約（en:Vienna Convention on the Law of Treaties）」の前文の一部を引用すると、
（英）Noting that the principles of free concent and of good faith and the pacta sunt servanda rule are universally recognized,...
（仏）Constatant que les principes du libre consentement et de la bonne foi et la règle pacta sunt servanda sont universellement reconnus,...
などのように用いられる。日本政府の公定訳においては、"pacta sunt servanda rule" または "règle pacta sunt servanda" の部分は、“「合意は守られなければならない」との規則”と訳されている。